# Oceanus Procellarum
Oceanus Procellarum ("Stormenes Ocean") er et mareområde på den vestlige kant af Månens forside. Det er det største månehav med en diameter på 2568 kilometer, og et areal på ca. 5,2 millioner kvadratkilometer.
Ligesom alle andre månehave er Oceanus Procellarum dannet af ældgamle udbrud af basaltisk lava som er flydt ned i Oceanus Pocellarum og har dækket den med et tykt og næsten fuldstændigt fladt lag lava. I modsætning til de andre månehave er der ikke et enkelt enkelt stort nedslagskrater som definerer Oceanus Procellarum. Langs Oceanus Procellarums kant ligger mange små bugter og have, deriblandt Mare Nubium og Mare Humorum. Til nordøst er Oceanus Procellarum afskåret fra Mare Imbrium af Montes Carpatus.
Oceanus Pocellarum var landingssted for rumsonderne Luna 9, Luna 13, Surveyor 1 og Surveyor 2 samt den bemandede Apollo 12 mission.

## Ekstern henvisning
- Lunar West Side Story – the SMART-1 Movie Billedserie af den vestlige del af månen med beskrivelse, lavet af ESA.